# Mark Livolsi
Mark Allen Livolsi (10 de abril de 1962 - 23 de septiembre de 2018) fue un montador de cine estadounidense. Conocido principalmente por su trabajo en las exitosas comedias Wedding Crashers (2005) y The Devil Wears Prada (2006), ambas nominadas al Premio Eddie.

## Vida y carrera
El primer crédito como montador de Livolsi fue para Vanilla Sky (2001) de Cameron Crowe, en colaboración con Joe Hutshing. Livolsi había trabajado como editor asociado con Hutshing y Saar Klein en la película anterior de Crowe, Almost Famous (2000), cuyo montaje fue reconocido con una nominación al Oscar. Para cuando trabajó en Almost Famous, Livolsi tenía una amplia experiencia como asistente de montaje cinematográfico, incluidas cuatro películas de Woody Allen que fueron editadas por Susan E. Morse; Livolsi reconoció a Morse, David Brenner, Alan Heim y Hutshing como sus educadores y mentores.
Livolsi era de Canonsburg (Pensilvania). Tuvo dos hijos con su esposa Maria: Mark y Maddie. Murió en Pasadena (California) a los 56 años de edad. Su última película como montador, El rey león (2019), está dedicada a él.